# Hexachaeta obscura
Hexachaeta obscura är en tvåvingeart som beskrevs av Friedrich Georg Hendel 1914. Hexachaeta obscura ingår i släktet Hexachaeta och familjen borrflugor. Inga underarter finns listade i Catalogue of Life.